# ジャPAニーズ
ジャPAニーズ （ジャパニーズ）は、かつてジャニーズ事務所に所属していた男性アイドルグループ。旧名：ジャパニーズ。愛称：ジャPA。
1978年結成。1982年5月18日解散。

## メンバー
- 細野謙治 （リーダー）（愛称：トミー、トミーリーダー。振付担当）
現在は「小林謙治」に改名。
長野県出身。松商学園高等学校卒業。 ジャPAニーズの解散後はジャニーズ事務所で振付師やマネージャー業をしていた。その後更に「ヒラタオフィス」で伊藤さやか、工藤夕貴や古沢みづきのマネージメント業を経て芸能プロダクション「トミーズアーティストカンパニー」を1986年1月に設立。木内美歩、北浦共笑、釈由美子、山本梓らを育成した。1998年には、脱退メンバーのデビッド宮原と共に、劇団『前方公演墳』を設立。また、古沢みづきが明石家さんまのラジオ番組『明石家さんまのラジオが来たゾ!東京めぐりブンブン大放送』（ニッポン放送）の二代目アシスタントを務めていた縁で、細野もさんまと大親友となる。以後、さんまのあらゆるラジオやテレビ番組に「トミー」の名で出演している。愛車はジャガー。

- 吉野明男 （愛称：ボビー（Bobby）。同じく振付担当）
後に「ボビー吉野」に改名し、ジャニーズ事務所の専属振付師を経て、ダンススクール「ボビー吉野ジャズダンススタジオ」を開校。現在は小柳ルミ子などの振付を担当。

- 板野俊雄 （1957年4月26日 - 、1980年6月1日から加入）
JJS、VIPの出身。 ジャPAニーズ解散後は、田原俊彦のチーフマネージャー、シブがき隊のチーフマネージャー&プロデューサーを経てフリーとなり、プロデューサーなどの活動をしていた。その後、故郷の山口県徳山市（現・周南市）に帰郷し、ダンススクール「リズミックス・ダンシング・クラブ」を開校した。「リズミックス・ダンシング・クラブ」で多数のイベントに参加している。山口きらら博ではアトラクションやダンスイベントでの振り付けと指導を担当。 2005年からは「板野としお」名義で地元のケーブルテレビでパチンコ情報番組『めっちゃかちもり』のレギュラー司会を菊池美佳と共に務めた。

- 乃生佳之（のお よしゆき、1958年6月29日 - )（愛称：のおちん）

## 概要
- 1978年に川﨑麻世のバックダンサーとして「ジャPAニーズ」結成。但し、当初のグループ名表記は普通に「ジャパニーズ」だった。
- 1979年4月 - 7月に日本テレビで放送されていたダンス番組『ミュージック・ボンボン』に、「ピラミッド」と共にレギュラー出演。
- 1980年6月1日、2人のメンバーと入れ替わりで板野俊雄が加入すると同時に、グループは新しく田原俊彦のバックダンサーとなる。ダンスだけではなく、田原の「ジャクソンズメドレー」ではバックコーラスも担当した。
- 『レッツゴーヤング』（NHK総合）にバックダンサーとしてレギュラー出演。松田聖子の『裸足の季節』など、様々なアイドル歌手のバックを務めた。
- 田原俊彦の『恋＝Do!』のバックでの、女の子の着ぐるみ「チャチャ人形」の役は、乃生佳之が担当。
- 1982年5月18日、渋谷公会堂での田原俊彦のコンサートにて解散。
- 吉野と板野が、2019年9月4日、東京ドームで行われた二部制（第一部：芸能関係者、第二部：一般参列者）のジャニー喜多川「お別れの会」に参列した[1]。

## 主な出演作品
※ 乃生のソロ出演作は、乃生佳之の項目を参照。

### バラエティ番組・歌番組
- ミュージック・ボンボン （1979年4月 - 7月、日本テレビ）

毎週日曜夜7時から30分間放送していたダンス番組で、「ピラミッド」と共に出演していた。
- レッツゴーヤング （NHK）レギュラーバックダンサー

### 映画
- ブルージーンズ メモリー （1981年7月11日公開）

### ラジオ
細野謙治（トミー）
- 明石家さんまのおしゃべりツバメ返し
（さんまとトミー以外のレギュラー陣：大倉利晴、伊藤加奈子、奥貫薫）（1988年10月 - 1991年3月、TBSラジオ、JRN系）
- 明石家さんま・トミー・大岩賞介・藤沢めぐみのヤングタウン日曜日
（通称：『ヤンタンスペシャルサンデー 明石家さんまの何でもこい!』）
（1992年1月 - 9月、MBSラジオ）
- 明石家さんま・玉井健二・加藤紀子のヤンタン土曜日 （不定期でゲスト参加） （1992年10月 - 1995年）